# Catenicella triangulifera
Catenicella triangulifera är en mossdjursart som först beskrevs av Harmer 1957.  Catenicella triangulifera ingår i släktet Catenicella och familjen Catenicellidae. Inga underarter finns listade i Catalogue of Life.